# پوشه‌پر فرچه‌ای
پوشه‌پر فرچه‌ای (نام علمی: Elionurus) نام یک سرده از تیره گندمیان است.